# Maurice Fréchet

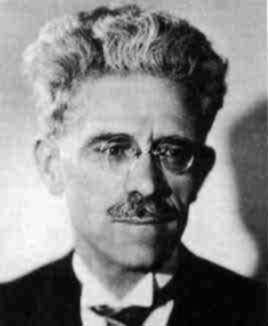
Maurice Fréchet

Maurice René Fréchet (ur. 2 września 1878 w Maligny, zm. 4 czerwca 1973 w Paryżu) – francuski matematyk, zyskał uznanie za wkład w rozwój topologii, analizy funkcjonalnej, statystyki, teorii prawdopodobieństwa.

## Życiorys
- Maurice Fréchet uczęszczał do Lycée Buffon w Paryżu, gdzie jego nauczycielem matematyki był Jacques Hadamard. Hadamard, dostrzegając talent młodego Frécheta, poświęcał jego edukacji sporo czasu. W 1894 Hadamard przeniósł się do Bordeaux, niemniej jednak dalej utrzymywał kontakty z Frechétem, przesyłając mu problemy i zachęcając do pracy.
- W 1900 Fréchet rozpoczął studia w École Normale Supérieure, w 1905 rozpoczął pracę nad doktoratem pod kierunkiem Hadamarda, a w 1906 złożył rozprawę doktorską.
- Po studiach pracował w Besançon, potem Nantes i Poitiers. Od 1919 do 1927 wykładał na Uniwersytecie w Strasburgu, a w okresie 1928–1948 pracował w różnych instytucjach w Paryżu.
- W 1929 był wybrany członkiem Polskiej Akademii Umiejętności.
- W 1947 wybrany do Towarzystwa Królewskiego w Edynburgu (ang. The Royal Society of Edinburgh).
- W 1956 został wybrany do Francuskiej Akademii Nauk.

## Dzieła
W swojej rozprawie doktorskiej wprowadził pojęcie przestrzeni metrycznej (sam nie używał tej nazwy, która tego typu przestrzeniom została nadana później przez Felixa Hausdorffa). Rozważał abstrakcyjne własności zwartości, na przykład wprowadził i badał pojęcie przestrzeni przeliczalnie zwartych. Fréchet rozważał też abstrakcyjne struktury topologiczne zdefiniowane w terminach ciągów zbieżnych (co jest odzwierciedlone we współczesnej terminologii przez pojęcie przestrzeni Frechéta).
Jego nazwiskiem nazwano jedną z nowoczesnych definicji pochodnej wielowymiarowej – różniczki Frécheta.